# Tauschwert
Der Tauschwert ist in der Wirtschaftswissenschaft der Wert eines Gutes, ausgedrückt durch den Preis. Pendant ist der Gebrauchswert.
Das Wort Tauschwert (englisch value in exchange) stammt aus den historischen Wirtschaftswissenschaften; sein Begriffsinhalt ist heute in der Umgangssprache umstritten. Die klassische Nationalökonomie unterschied im Hinblick auf den Verwendungszweck eines Gutes zwischen seinem Gebrauchs- und Tauschwert. Gebrauchswert und Tauschwert sind keine Erscheinungsformen derselben logischen Kategorie „Wert“, sondern selbständige Kategorien und erklären ganz verschiedene Sachverhalte.
Nach der Arbeitswerttheorie ist der Wert einer Ware durch die Arbeit bestimmt, die zur Herstellung dieser Ware notwendig ist, wobei es sich nicht um die individuelle Arbeitszeit des jeweiligen Arbeiters handelt, sondern um die im Durchschnitt gesellschaftlich notwendige Arbeit. War der Tauschwert ursprünglich ein Begriff der klassischen Ökonomie des 18. und 19. Jahrhunderts, wird dieser Begriff heutzutage fast nur noch in der Marxistischen Ökonomie verwendet. Der sogenannte „Warenwert“ in der Betriebswirtschaft entspricht dem Angebotspreis in der Marxistischen Ökonomie, welcher sich aus Materialkosten, Personalkosten und Gewinnmarge zusammensetzt. Je nach Angebot und Nachfrage oszillieren die auf dem Markt zu erzielenden Marktpreise bzw. Kaufpreise um den eigentlichen Tauschwert der betreffenden Ware. Die jeweils auszutauschende Warenmenge muss sich im Tauschwert gegenseitig ausgleichen, wenn der Tausch angemessen sein soll.

## Arten
Unterschieden wird zwischen dem subjektiven und objektiven Tauschwert:
- Der subjektive Tauschwert ist nach den Gossenschen Gesetzen für ein einzelnes Gut keine feststehende Größe, sondern je nach wirtschaftlicher Konstellation unterschiedlich groß. Ein Tauschwert kommt nur zustande, wenn ein Wirtschaftssubjekt beispielsweise den Heizwert der Kohle für wertvoller hält als die Güter, die er dafür abgeben muss. Dies ist eine subjektive Bewertung des Nachfragers, die bei anderen Nachfragern anders sein kann.
- Der objektive Tauschwert (bei François Quesnay französisch valeur vènale, bei Adam Smith englisch value in exchange[4]) {\displaystyle TW_{o}} ist identisch mit dem Preis {\displaystyle p}: {\displaystyle TW_{o}=p}.
  - Der spezifische Seltenheitswert ist der Monopolpreis;
  - der objektive Tauschwert beliebig vermehrbarer Güter erfordert eine Unterscheidung zwischen Marktpreis und langfristigem natürlichen Preis.[5]

Der objektive Tauschwert führt zum klassischen Wertparadoxon. Ludwig von Mises wies 1924 darauf hin, dass subjektiver Gebrauchswert und subjektiver Tauschwert bei Gütern zwei verschiedene Begriffe seien, aber bei Geld zusammenfallen.

## Unterscheidung zwischen Tausch- und Gebrauchswert
Beispiel
Neben einer Fabrik liegt eine Agrarfläche, die der Fabrikant zum Baugrundstück umwandeln lassen könnte und deshalb mit 80 Geldeinheiten pro m² (GE/m²) den doppelten Kaufpreis von dem Betrag anbietet, der sonst ortsüblich gezahlt würde. Andere Landwirte aus der Nachbarschaft würden bei gegebener Bodenqualität lediglich 1 GE/m² zahlen, als Baugrundstück 2 GE/m². Daraus lässt sich folgende Matrix ableiten:
| subjektiv / objektiv | Gebrauchswert | Tauschwert                                                       |
| -------------------- | --- | ---------------------------------------------------------------- |
| subjektiver          | 2 GE/m² für andere Landwirte 80 GE/m² für den Fabrikanten                                                            |                                                                  |
| objektiver           | 1 GE/m² für andere Landwirte bei gegebener Bodenqualität 40 GE/m² für Baugrundstücke im Hinblick auf die Mietrendite |                                                                  |
| subjektiver          | | 80 GE/m² kann der Landwirt vom Fabrikanten erhalten              |
| objektiver           | | 40 GE/m² kann der Landwirt allgemein für Baugrundstücke erhalten |

Die objektiven Werte sind gegebene Marktdaten, die durch den Landwirt oder den Fabrikanten nicht beeinflussbar sind (Datenparameter). Die subjektiven Werte sind das Ergebnis des hohen Interesses der Wirtschaftssubjekte.

## Klassiker
Aristoteles unterschied in seiner Wertlehre innerhalb seines Werks Politik erstmals zwischen den beiden Verwendungsmöglichkeiten von Gütern, dem Gebrauch und dem Tausch. Entsprechend unterschied er auch zwischen Gebrauchs- und Tauschwert. Er stellte den Gebrauchswert in den Vordergrund seiner Analyse und betonte die Rückbindung des Tauschwerts an den Gebrauchswert. Der Tauschwert ergab sich für ihn aus der äquivalenten Menge eines anderen Guts oder gegen Geld.
Nach Auffassung der Grenznutzenschule bildet sich der Tauschwert (=Preis) eines Gutes entsprechend den subjektiven Nutzenineinschätzungen der Güternachfrager und Anbieter. Der Tauschwert vollzog in der Klassischen Nationalökonomie (François Quesnay und Adam Smith) eine Identifizierung mit dem Preis.

## Marxismus
Der Tauschwert der Ware sieht im Marxismus von der Qualität des Gebrauchswerts ab, denn sein quantitatives Verhältnis zu anderen Tauschwerten beruht auf qualitativer Gleichsetzung unterschiedlichster Waren. Das „gemeinsame Dritte“, der Wert, ist keine stoffliche Eigenschaft, die aus dem Gebrauchswert kommt, sondern eine praktizierte Abstraktion vom Gebrauchswert. Der Tauschwert erscheint als etwas Zufälliges. Es ist auf dem Markt jede einzelne Ware, austauschbar gegen jede andere. Die mannigfaltigen Austauschverhältnisse zeigen, dass der Tauschwert nicht durch das besondere Verhältnis zweier Güter bestimmt ist. Der Tauschwert der Waren einer Art drückt ihr Gleiches mit anderen aus, ist die Ausdrucksweise eines von ihnen unterscheidbaren Gehalts. Die Tauschbarkeit der Waren beruht Karl Marx zufolge auf einer allgemeinen Eigenschaft, die sie überhaupt erst verrechenbar macht. Nur diese einheitliche Qualität macht sie überhaupt quantitativ vergleichbar.
In Übereinstimmung mit der damaligen klassischen Ökonomie unterscheidet auch Karl Marx zwischen dem Gebrauchswert und dem „Wert“ einer Ware. Der Gebrauchswert besteht in der Nützlichkeit einer Ware, also darin, dass sie irgendein Bedürfnis erfüllt. Der Gebrauchswert eines Hemdes besteht also beispielsweise darin, vor Kälte zu schützen. Der Gebrauchswert hängt untrennbar zusammen mit den sachlichen Eigenschaften der Ware: Größe, Material, Schwere, Verarbeitungsqualität usw. Der Gebrauchswert eines Produkts ist stets derselbe, egal ob ich das Produkt für mich selber verwende oder ob ich es verkaufe, wodurch es zur Ware wird. Neben diesem handgreiflichen Gebrauchswert existiert noch die ökonomische Kategorie des „Werts“. Sobald Produkte getauscht werden, also als Waren gehandelt werden, braucht man einen Maßstab, in welchem Verhältnis sie untereinander getauscht werden. Möchte ich z. B. Hemden gegen Brot tauschen, so muss ich wissen, wie viele Hemden gegen wie viel Brot einzutauschen sind. In Übereinstimmung mit der bis dahin klassischen Ökonomie (etwa Adam Smith, David Ricardo) vertritt Marx die Arbeitswerttheorie, wonach sich der Wert einer Ware durch die zu ihrer Herstellung aufgewandte Arbeitszeit ergibt. Je arbeitsintensiver ein Produkt ist, desto mehr Wert hat es.
Dieser „Wert“ ist keine Eigenschaft, die den Produkten von Natur aus zukommt, wie Schwere, Größe usw., sondern es ist eine den Waren durch die Gesellschaft zugesprochene Eigenschaft. Die Kategorie „Wert“ wird also nur in Gesellschaften benötigt, in der Produkte als Waren getauscht werden. Gesellschaften hingegen, in denen Einzelne oder Gruppen (nur) für ihren Eigengebrauch produzieren, kann es gleichgültig sein, ob und welchen „Wert“ die Sachen haben. Ihnen kommt es nur auf den Gebrauchswert an. Da nach Marx in einer kommunistischen Gesellschaft kein Markt mehr existiert, sondern die Gesellschaft insgesamt für ihre eigenen Bedürfnisse produziert, hat die Kategorie „Wert“ im Kommunismus keine Bedeutung mehr. „Wert“ ist also – anders als „Gebrauchswert“ – nur eine historisch gültige Kategorie. 
Von diesem „Wert“ als gewissermaßen dem Substanzwert lässt sich der „Tauschwert“ unterscheiden. Der Tauschwert ist die Erscheinungsform des Wertes, sein Ausdruck. Irgendwie muss der Wert ja ausgedrückt werden. In einer Gesellschaft, die auf dem Austausch von Waren beruht – was in Vollendung erst in der modernen bürgerlichen Gesellschaft der Fall ist –, muss der Wert in der Praxis die Form des Tauschwertes einnehmen. Wir haben uns heute daran gewöhnt, den Tauschwert einer Ware in Geld auszudrücken, z. B. „1 Hemd ist 10 Euro wert“. Aber wie es überhaupt zu diesem Geldausdruck kommt, untersucht Marx im 1. Kapitel des 1. Bandes seines Werks Das Kapital. Er nimmt dabei für sich in Anspruch, der Erste gewesen zu sein, der überhaupt der Frage nachgegangen ist, wieso sich der Wert einer Ware in der Geldform darstellt. Dabei übersah er, dass bereits Aristoteles sich dieser Frage gewidmet hatte. Marx entwickelt im Kapital zur Erklärung dieser Geldform eine Stufenfolge von verschiedenen Wertformen: einfache Wertform (Ware A dient als Äquivalent einer Menge Ware B) bis zur Form eines allgemeinen Äquivalents (des Geldes). Benötigt man für die Herstellung eines Rocks 20 Ellen Leinwand, so sind zwei Röcke 40 Ellen „wert“. Ob es sich dabei um eine rein logische Abfolge der verschiedenen Wertformen handelt, oder ob es sich (auch) um eine historische Schilderung handelt, in dem Sinn, dass die einfache Wertform nur in früheren, einfachen Tauschgesellschaften Gültigkeit gehabt habe, ist unter Marxinterpreten sehr umstritten.
Es handelt sich bei der Kategorie des Tauschwerts um mehr als nur um die Erklärung von bloßen quantitativen Proportionen: Im Abschnitt über den so genannten  Fetischcharakter der Ware in Marxens Kapital wird endgültig klar, dass die Kategorie des Tauschwerts eine qualitative Seite aufweist, eine Kritik an der Produktionsform, in der „den Menschen die gesellschaftlichen Charaktere ihrer eignen Arbeit als gegenständliche Charaktere der Arbeitsprodukte selbst, als gesellschaftliche Natureigenschaften dieser Dinge“ erscheinen. Der Tauschwert entsteht, weil die Produzenten sich als private Produzenten gegenseitig von ihren eigentlich gesellschaftlichen Produkten ausschließen. Die Menschen tauschen ihre Produkte nicht deshalb, weil sie wegen Arbeitsteilung dazu gezwungen seien – das sei die Auffassung der bürgerlichen Ökonomie. Es ist nach Marx die spezifisch bürgerliche Form der Arbeitsteilung, die dazu führt, dass die Produkte, die doch Produkte einer gesellschaftlichen Arbeit sind, mit dem an ihnen klebenden Preisschild wieder privatisiert werden, eine private Form – eben die Wertform – bekommen.

## Tauschwerte bei Hans im Glück
Im Schwank Hans im Glück der Brüder Grimm aus dem Jahre 1819 erhält Hans als Lohn für sieben Jahre Arbeit einen kopfgroßen Klumpen Gold. Diesen tauscht er gegen ein Pferd, das Pferd gegen eine Kuh, die Kuh gegen ein Schwein, das Schwein gegen eine Gans, und die Gans gibt er für einen Schleifstein mitsamt einem einfachen Feldstein her. Er geht dabei – ökonomisch betrachtet – jeweils unglücklichen Tauschhandel ein, denn bereits der Tausch des Goldes gegen ein Pferd bringt ihm wirtschaftliche Nachteile. Auch wenn er dabei den Nutzwert der erhaltenen Sachen im Auge hat, handelte er aus wirtschaftlicher Sicht als „Hans im Unglück“.
In der Volkswirtschaftslehre wird der Schwank als klassisches Beispiel für einen Tauschhandel präsentiert, bei dem Güter direkt gegeneinander getauscht werden und ein objektiver Tauschmaßstab wie der Preis fehlt. Hans tauscht unentwegt seine Güter und ignoriert dabei deren Tauschwert. Vielmehr stuft er den Gebrauchswert eines Pferdes höher ein als den des Klumpens Gold, obwohl dieser – auch damals schon – einen weitaus höheren Tauschwert besaß. Er hat dem Gebrauchswert Priorität beigemessen, weil ihm ein Pferd als Tragtier bei seiner Reise mehr nutzt als Gold.

## Heutige Bedeutung
Heute wird der Begriffsinhalt des Tauschwerts reduziert als das Austauschverhältnis in Form des Preises oder Marktpreises in Geld für Güter oder beim Tauschhandel als Äquivalent für andere Güter sowie als Umschreibung des Wechselkurses. 